# 스목 (아코사우루스)

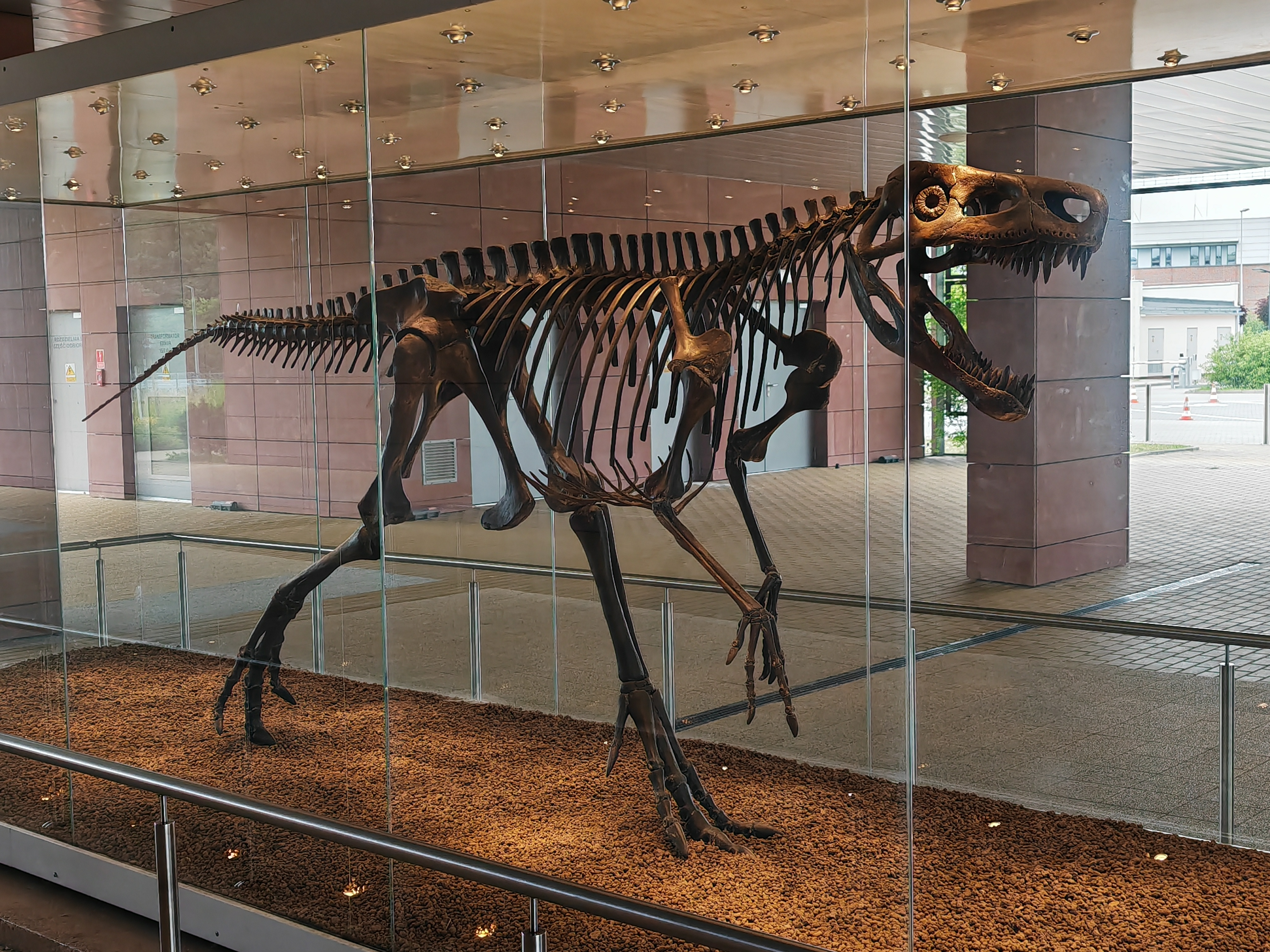

스목(Smok, 학명: Smok wawelski)은 용반목 수각아목에 피토사우루스과에 속하는 공룡 중에 하나이다. 지금은 멸종된 공룡으로서 몸길이가 5~6m인 거대한 공룡에 속한다.

## 특징
스목은 엄연히 악어의 하나에 과인 아코사우루스속에 피토사우루스과에 속하지만 아코사우루스속에 피토사우루스과에 속하는 생물들 중에서 유일하게 악어가 아닌 공룡인 종이다. 몸의 높이가 5-6m인 높이(16~20ft)에서 중앙 유럽에 살아 있는 시간동안 스목은 가장 큰 육식성 피토사우루스과에 아코사우루스속이다. 몸이 더 크다는 theropod 공룡 또는 중앙 유럽에 후기 트라이아스기나 이른 쥬라기에 살던 종이다. 두개골은 50~60센티미터(20to24에서) 길다. 몇 가지 특징에 의하면 스모크는 톱니형 치아를 포함한 대공룡으로 두개골 뒤쪽에 있는 주갈과 사방주갈뼈의 접촉하여 안구골페네스트라 불리는 눈 소켓 앞쪽의 구멍과 구개골 과정을 따라 연결되는 위턱의 맥실래골에 f의 상부에 둥근 투영 등이 있다. 스목의 뇌사에는 많은 파생된 (고급적인) 특징들이 포함되어 있다. 이 중 가장 두드러진 것은 뇌케이스 바닥에 깔때기 모양의 구조물로소 매우 넓고 둥근 베이시스페노이드 뼈로 형성되어 있다. 베이시스페노이드 휴식이라고 불리는 깊은 노치가 이 깔때기 뒤쪽으로 잘려 들어간다. 깔때기 위는 베이직페노이드에 깊은 압박에 의해 형성되는 뇌케이스의 매우 얇은 부분이다. 여러 뷰의 두개골 요소로 본다면 스목은 공룡과 악어의 사이에서 대룡 모두와 공유되는 여러 가지 특징을 가지고 있기 때문에 분류를 어렵게 한다. 뇌종양과의 유사점으로는 아세타불룸(대퇴골 머리가 엉덩이에 붙어 있는 우울증)의 일부인 엉덩이의 장골뼈에 홈(대퇴골) 또는 항트로찬터가 있다. 연기와 테로포드도 대퇴골에 전전 트로이칸터를 가지고 있다. 몇몇 큰 테로포드는 뇌케이스에 있는 베이시스페노이드의 깊은 우울증을 연기하는 것과 공유한다. 라우이수치안과의 유사성에는 삼각형 항모피탈 페네스트라와 두 개의 투영으로 갈라진 두개골의 외전골과 주갈골 사이의 연관성이 있다. 스목의 엉덩이는 대퇴골 위 장골의 측면 표면에 능선이 있다. 이 능선은 대퇴골 위로 버팀대를 형성하고 이 동물들에게 기둥-정직 자세를 주는 라우이수치안들의 결정적인 특징이다. 스목의 다른 특징들은 이 공룡 집단에서 그것을 배제하는 것처럼 보인다. 위턱의 프리맥실라와 맥실라는 서로 밀착되어 고르게 간격을 두고 잇몸을 이어간다. 초기 세로포드와 정형외과는 전축과 맥실라 사이에 이빨이 없는 틈이 있어 스모크와 구별된다. 라우이수치안의 위턱뼈는 긴밀하게 연결되지 않아 스모크에서는 볼 수 없는 프리맥실라와 맥실라 사이에 작은 개구부를 남긴다. 많은 유사성 물질과 테로포드와는 달리, 스모크는 뇌 케이스에 공압 영역, 즉 공기 주머니를 가지고 있지 않다. 또한 두개골에는 후전두골과 엉덩이에 닫힌 아세타불룸이 있는 등 원시적인 대퇴골과 연결되는 여러 가지 특징을 가지고 있다. 디스커버리호와 명명하여 브레인케이스의 관점에서 본다면 스목은 노리아에서 라에티안 초기의 리소비체 마을 근처 지역에서 연기가 발견되었다. 이 지역은 2008년 정식으로 기술된 이후 트라이아스기 화석이 있는 것으로 알려졌다. 이 두개골의 턱뼈와 파편인 스모크의 첫 번째 물질은 2007년에 발견되었다. 2008년 뇌케이스와 전두골의 특징을 바탕으로 한 세로봇공룡으로 처음 묘사되었다. 이 물질은 또한 두 개인을 나타내는 것으로 생각되었다. 동물의 뇌경사와 익룡의 뇌경사 사이에는 유사성이 지적되었다. 이 발견이 처음 발표되었을 때 '리소비체의 용'이라고 불렸고 티라노사우루스 렉스로 이어진 공룡 계열의 첫 번째 멤버로 추정되었다. 2009년과 2010년 시신의 다른 부분에서 나온 뼈들이 발견되었다. 세 개의 발톱으로 된 아공룡(테로포드 공룡으로 추정)이 만든 다섯 개의 트랙이 스모크가 발견된 층 위 1미터(3.3피트)의 바위에서 발견되었다. 발자국은 스모크의 것일 수도 있지만, 뼈대에 발뼈가 없어 이 연관성을 불확실하게 만든다. 고립된 이빨을 가지고 있으며 이빨은 날카로운 삼각형의 모습을 가지고 있다. 흡연은 ZPAL V.33/15에서 알 수 있으며 부분적으로 보존된 골격과 관련이 있는 완전한 뇌 케이스로 ZPAL V.33/16-56, 97-102, 295-314, 434 및 507의 두개골과 관련이 있다. 모든 표본은 같은 위치(Lippi Eląskie 점토층 형성)에서 발견되었으며 아마도 단일 개인을 대표할 것이다. 발굴지 인근 동굴에 살던 같은 이름의 신화적인 폴란드 드래곤의 이름을 따 2011년 그르제고르즈 니데위츠키, 토마즈 술레지, 예르지 드지크가 처음 지명을 했다. 이 동굴은 S. 와월스키 종의 이름인 와웰 힐에 있었다. 흡연은 그 환경에서 가장 큰 포식자였다. 다른 큰 포식자 대룡들로는 공룡 릴리엔스테르누스와 라우이수치드 폴로노수쿠스와 테라토사우루스가 있었지만, 이 동물들은 스모크보다 훨씬 작았다. 트라이아스기 말기에는 세계에서 가장 큰 공룡 중 하나였고 더 큰 공룡은 얼리 쥐라기 이후에야 출현했다. 연기는 작은 육식성 공룡과 큰 초식성 공룡인 다이시노돈과 함께 살았다. Szymon Gornicki에 의한 두 개의 연기 재구성의 비교에선 마틴 콴스트룀 외 연구진이 스모크에 기인한 코프로이트를 검사한 결과로 이 대공룡이 뼈를 으스러뜨릴 수 있었다는 것을 알 수 있다. 코프롤라이트 내의 뼛조각에 대한 검사를 통해 스모크의 소화계통 내 음식 보유 능력은 먹이 이용 가능성과 음식 종류에 따라 상당히 달라졌다. 부분적으로 넓게 확장된 뼈와 어떤 것은 물고기, 다른 것은 다이시노돈트, 그리고 템노스폰다일의 가변적인 혼합은 스모크가 일반화된 포식자였음을 나타낸다. 이 공룡의 이빨은 또한 이 화석들에서 발견되었는데 이것은 이 공룡이 먹이를 주는 동안 부러진 이빨을 삼켰을 수도 있다는 것을 보여준다. 식단에서 뼈의 양이 많은 것은 초식동물의 뼈와 다른 먹잇감의 뼈에서 나온 소금과 골수가 아쿠아공룡의 식단에서 중요한 요소였다는 것을 보여준다. 중요한 행동은 종종 현대의 포유류 포식자들과 그만큼 관련이 있지만 고대 아쿠아공룡 파충류에서는 거의 연구되지 않았다. 이번 연구결과는 2019년 사이언티픽 리포트에 실렸다. 먹이로는 당대에 서식했던 물고기외에 작은 동물과 작은 공룡 및 초식 공룡을 주로 사냥하여 잡아먹었을 육식성의 공룡이던 종으로 생각이 된다.

## 생존시기와 서식지와 화석의 발견
스목이 생존하던 시기는 중생대의 트라이아스기로 지금으로부터 2억년전~1억 8천만년전에 살았던 공룡이다. 생존했던 시기에는 유럽을 중심으로 서식했던 공룡이 된다. 화석의 발견은 2011년에 유럽의 트라이아스기에 형성된 지층에서 고생물학자들에 의해 처음으로 발견되어 새롭게 명명이 된 종이며 최초로 화석이 발견된 유럽의 국가로는 폴란드가 된다.

## 같이 보기
- 공룡
- 수각류
- 중생대
- 트라이아스기
- 파충류
- 화석